# Radarvergelijking
De radarvergelijking is een formule die het verband aangeeft tussen het uitgezonden vermogen van een radar en de maximale afstand die hij daarmee kan bestrijken. De vergelijking kan in verschillende gedaantes voorkomen, maar een van de meest gebruikte is als volgt:
{\displaystyle R={\sqrt[{4}]{{P\cdot G^{2}\cdot \lambda ^{2}\cdot \sigma } \over {(4\pi )^{3}\cdot S/N\cdot NF\cdot kTB\cdot L}}}}
Hierin is:
- R = het maximale bereik van de radar (in meter)
- P = uitgezonden vermogen (in watt)
- G = antenneversterkingsfactor (dimensieloos)
- λ = golflengte (in meter)
- σ = effectief reflecterend oppervlak van het doel (in meter2)
- S/N = gewenste signaal-ruisverhouding in de ontvanger (dimensieloos)
- NF = ruisgetal in de ontvanger (NF = Noise Figure) (dimensieloos)
- kTB = thermische ruis in de ontvanger, waarin:
  - k = de constante van Boltzmann (in joule/kelvin)
  - T = de temperatuur van de ontvanger (in kelvin)
  - B = de ruisbandbreedte van de ontvanger (in hertz)
- L = factor voor transmissieverliezen in de ontvanger en onderweg tussen antenne en doel (bijvoorbeeld verliezen in de golfpijpen tussen zender/ontvanger en antenne, en verstrooiing door de atmosfeer) (dimensieloos)

## Afleiding
De vergelijking lijkt vrij complex, maar kan toch in een aantal simpele stappen afgeleid worden.
Stap 1: We beginnen met een zender die zijn vermogen in alle richtingen rondstraalt. De vermogensdichtheid bij een doel op een afstand R is gelijk aan het uitgezonden vermogen gedeeld door het oppervlak van een bol met een straal R.
{\displaystyle Vermogensdichtheid={P \over 4\pi R^{2}}}

Stap 2: Als een antenne de energie bundelt, wordt de vermogensdichtheid vergroot met de antenneversterkingsfactor:
{\displaystyle Vermogensdichtheid={P\cdot G \over 4\pi R^{2}}}

Stap 3: Het gereflecteerde vermogen is de vermogensdichtheid ter plaatse van het doel, vermenigvuldigd met het effectief reflecterend oppervlak σ van het doel (dit is afhankelijk van de vorm, de grootte en het materiaal van het doel).
{\displaystyle Gereflecteerd{\mbox{ }}vermogen={P\cdot G\cdot \sigma  \over 4\pi R^{2}}}

Stap 4: Het gereflecteerde vermogen verspreidt zich weer over een bol, die ter plekke van de radarantenne een straal R heeft. Ofwel:
{\displaystyle Vermogensdichtheid{\mbox{ }}gereflecteerd{\mbox{ }}vermogen={P\cdot G\cdot \sigma  \over (4\pi R^{2})\cdot (4\pi R^{2})}={P\cdot G\cdot \sigma  \over (4\pi R^{2})^{2}}}

Stap 5: Het ontvangen signaal is de vermogensdichtheid vermenigvuldigd met het effectieve oppervlak van de antenne A (in jargon ook wel aperture genoemd):
{\displaystyle S={P\cdot G\cdot \sigma \cdot A \over (4\pi R^{2})^{2}}}

Stap 6: Voor een schotelantenne geldt het volgende verband tussen antenneversterking en effectieve oppervlakte:
{\displaystyle G={4\pi  \over \lambda ^{2}}\cdot A} {\displaystyle {\mbox{ ofwel }}A={G\cdot \lambda ^{2} \over 4\pi }}
Als we dit substitueren in de formule van stap 5, krijgen we:
{\displaystyle S={P\cdot G^{2}\cdot \lambda ^{2}\cdot \sigma  \over (4\pi )^{3}\cdot R^{4}}}

Stap 7: Als we dit getal willen uitdrukken als gewenste signaal-ruisverhouding, moeten we beide zijden delen door de ruis. Dit is de thermische ruis kTB, vermenigvuldigd met het ruisgetal (Noise Figure, of NF) van de ontvanger:
{\displaystyle S/N={P\cdot G^{2}\cdot \lambda ^{2}\cdot \sigma  \over (4\pi )^{3}\cdot R^{4}\cdot NF\cdot kTB}}

Stap 8: Als laatste dient nog een verliesterm L (van het Engelse loss) geïntroduceerd te worden voor de totale propagatieverliezen in de ontvanger en de atmosfeer:
{\displaystyle S/N={P\cdot G^{2}\cdot \lambda ^{2}\cdot \sigma  \over (4\pi )^{3}\cdot R^{4}\cdot NF\cdot kTB\cdot L}}
Wanneer bovenstaande formule zodanig wordt herschreven dat de afstand R wordt uitgedrukt als functie van de gewenste S/N verhouding, resulteert dat in de formule aan het begin van dit artikel.